# Beetlejuice Beetlejuice
Beetlejuice Beetlejuice is een Amerikaanse komische fantasyfilm uit 2024, geregisseerd door Tim Burton. De film is een sequel van Beetlejuice (1988). De hoofdrollen worden vertolkt door Michael Keaton, Winona Ryder en Catherine O'Hara die hun vorige rollen hernemen en Jenna Ortega, Justin Theroux, Monica Bellucci en Willem Dafoe.

## Verhaal
Zesendertig jaar na de gebeurtenissen in Beetlejuice keert de familie Deetz terug naar Winter River na het onverwachte overlijden van Charles Deetz. Lydia's leven staat op zijn kop als haar rebelse tienerdochter Astrid het mysterieuze stadsmodel op zolder ontdekt en het portaal naar het hiernamaals per ongeluk wordt geopend, waardoor Betelgeuse vrijkomt.

## Rolverdeling
| Acteur           | Personage                |
| ---------------- | ------------------------ |
| Michael Keaton   | Betelgeuse (Beetlejuice) |
| Winona Ryder     | Lydia Deetz              |
| Catherine O'Hara | Delia Deetz              |
| Jenna Ortega     | Astrid Deetz             |
| Justin Theroux   | Rory                     |
| Willem Dafoe     | Wolf Jackson             |
| Monica Bellucci  | Delores                  |
| Arthur Conti     | Jeremy                   |
| Nick Kellington  | Bob                      |
| Santiago Cabrera | Richard                  |
| Burn Gorman      | Dominee Damien           |
| Danny DeVito     | Schoonmaker              |
| Sami Slimane     | Le Tigre                 |
| Amy Nuttall      | Jane Butterfield         |

## Productie

### Ontwikkeling
Na het succes van Beetlejuice (1988) werd door The Geffen Film Company een vervolg gemeld. In 1990 werden twee vervolgscripts voor Beetlejuice geschreven. De eerste, Beetlejuice in Love, werd geschreven door scenarioschrijver Warren Skaaren, die het script van de eerste film grondig herschreef. Skaren stierf echter kort nadat hij zijn eerste versie van het In Love-script had ingeleverd. Datzelfde jaar huurde Tim Burton Jonathan Gems in om een mogelijk vervolg op Beetlejuice te schrijven, getiteld Beetlejuice Goes Hawaiian. In augustus 1993 huurde producer David Geffen Pamela Norris in om dit scenario te herschrijven. Warner Bros. benaderde Kevin Smith in 1996 om het script te herschrijven, hoewel Smith het aanbod afsloeg. In maart 1997 bracht Gems een verklaring uit waarin stond: "Het Beetlejuice Goes Hawaiian-script is nog steeds eigendom van The Geffen Company en zal waarschijnlijk nooit gemaakt worden" Burton had in de loop der jaren ook verschillende andere vervolgideeën overwogen en zei in 2024: "We hadden het al vroeg over veel verschillende dingen, zoals onder andere Beetlejuice and the Haunted Mansion en Beetlejuice Goes West".
In september 2011 huurde Warner Bros. Seth Grahame-Smith in, die eerder al samenwerkte met Burton, om een vervolg op Beetlejuice te schrijven en te produceren. In januari 2015 vertelde schrijver Grahame-Smith aan Entertainment Weekly dat het script klaar was en dat hij en Burton van plan waren tegen het einde van het jaar te beginnen met het filmen van Beetlejuice 2 en dat zowel Keaton als Ryder zouden terugkeren in de film voor hun respectievelijke rollen. In augustus 2015 bevestigde Ryder dat ze haar rol in het vervolg zou hernemen. In mei 2016 zei Burton: "Het is iets dat ik heel graag zou willen doen in de juiste omstandigheden, maar het is een van die films waarin het goed moet zijn. Het is niet een soort film die schreeuwt om een vervolg." In oktober 2017 werd Mike Vukadinovich ingehuurd om het script te herschrijven. In april 2019 verklaarde Warner Bros. dat het vervolg voorlopig op de plank ligt.

### Preproductie
In februari 2022 werd opnieuw een vervolg aangekondigd, dit keer geproduceerd door Brad Pitt's studio Plan B Entertainment, samen met Warner Bros. Burton verklaarde in oktober 2022 dat hij niet bij het project betrokken was, maar kwam daar dagen later op terug en zei: "Niets is uitgesloten". Burton keerde uiteindelijk terug als regisseur van de film.

### Filmopnames
De opnames zouden oorspronkelijk medio 2022 beginnen. Later werd het filmen uitgesteld tot een verwachte startdatum van 10 mei 2023, die plaatsvond in Londen als de WGA-staking van 2023 niet tot nieuwe vertraging in de productie leidde. Er werd officieel bevestigd dat de productie de volgende dag was begonnen, met Haris Zambarloukos als cameraman en Jay Prychidny als monteur. Op 18 mei 2023 werd gemeld dat er werd gefilmd rond het Princess Helena College in Preston, Hertfordshire, Engeland. De buitenopnamen vonden medio 2023 plaats in East Corinth, Vermont (de locatie van de buitenscènes van de originele film). Het filmen werd in juli opgeschort vanwege de SAG-AFTRA-staking van 2023. Burton beschreef de film, die hij graag maakte, als voor "99% klaar". Er waren nog twee dagen productie over, die werden onderbroken, waarbij Ortega werd gecontacteerd om vier dagen na het einde van de staking door te gaan met filmen. Het filmen werd hervat op 16 november 2023 in Melrose, Massachusetts en op 30 november 2023 in Vermont.

## Release en ontvangst
Beetlejuice Beetlejuice ging op 28 augustus 2024 in première als openingsfilm van het Filmfestival van Venetië. De film ging op 6 september 2024 in première in de Amerikaanse bioscopen. De film kreeg overwegend positieve kritieken van de filmcritici, met een score van 75% op Rotten Tomatoes, gebaseerd op 365 beoordelingen.

### Kassaopbrengsten
Beetlejuice Beetlejuice ging in de Amerikaanse bioscopen in première naast The Front Room met de verwachting van een bruto opbrengst in het openingsweekend van 100-110 miljoen Amerikaanse dollar in 4575 bioscopen. De film bracht uiteindelijk 111 miljoen dollar op in zijn openingsweekend en eindigde daarmee op de eerste plaats aan de kassa en was goed voor het derde beste openingsweekend van het jaar (na Deadpool & Wolverine en Inside Out 2)). Op 9 september 2024 had de film, samen met de opbrengst van 36,2 miljoen dollar in de andere gebieden, een totale opbrengst van 147,2 miljoen dollar.

## Prijzen en nominaties
De belangrijkste:
| Jaar | Prijs              | Categorie                              | Genomineerde(n)                        | Uitslag     |
| ---- | ------------------ | -------------------------------------- | -------------------------------------- | ----------- |
| 2025 | Golden Globe Award | "Cinematic and Box Office Achievement" | "Cinematic and Box Office Achievement" | Genomineerd |